# Dumè
Dumè, właśc. Dominique Mattei (ur. 24 listopada 1981 w Marsylii) – francuski piosenkarz, kompozytor i aktor musicalowy.

## Życiorys
Urodził się w rodzinie o muzycznych tradycjach; jego dziadek był piosenkarzem, a ojciec grał na akordeonie i gitarze. W wieku 12 lat, za namową ojca, zaczął naukę gry muzyki jazzowej.
Ukończył konserwatorium w Marsylii w klasie kompozycji, śpiewu i gry na gitarze.
W 2006 poznał Pascala Obispo, który zaproponował mu pracę kompozytora w paryskiej wytwórni Édition Atletico Music. Od tamtej pory współpracował z wykonawcami, takimi jak Johnny Hallyday, Natasha Saint-Pier czy Louisy Joseph.
W listopadzie 2009 przybrał pseudonim artystyczny Dumè, pod którym zaczął pracę nad swoim pierwszym albumem studyjnym, sfinansowanym przez wytwórnię My Major Company. W 2010 wydał debiutancki singiel „Je ne sais rien faire”. Niedługo po premierze poznał Roberto Ciurleo i Bruno Berbérèsa, którzy później zaproponowali mu rolę Vaiseya, szeryfa Nottingham we francuskim musicalu Robin des Bois.
W 2012 wraz z Merwanem Rimą, Amaurym Vassilim i Baptiste’em Giabiconim nagrał autorską interpretację piosenki „Il suffira d’un signe”, stworzoną na potrzeby albumu kompilacyjnego pt. Génération Goldman, nagrywanego ku czci Jean-Jacques’a Goldmana. W 2013 zaczął występować w musicalu Robin des Bois. Podczas spektaklu zaśpiewał solowo numer „Notting Hill Nottingham” oraz piosenkę „Devenir quelqu’un” w duecie z Mattem Pokorą, odgrywającym rolę Robina Hooda.
W czerwcu 2014 wydał debiutancki, solowy album studyjny pt. La moitié du chemin. Płytę promował singlem „Maman m’avait dit”. Również w 2014 miał zagrać główną rolę Hrabiego von Krolocka we francuskiej wersji musicalu Le Bal des Vampires, inspirowanego filmem Taniec wampirów w reżyserii Romana Polańskiego, jednak na początku września uległ poważnej kontuzji pleców, która uniemożliwiła mu występy. W 2015 wraz z Nicolasem Nebotem wyprodukował autorski musical Le Voyage extraordinaire de Jules Verne, który był wystawiany od października 2015 do marca 2016 w paryskim Théâtre Mogador i od października 2018 w Théâtre Edouard XII w Paryżu.

## Dyskografia
Albumy studyjne
- La moitié du chemin (2014)